# واترپلو در المپیک تابستانی ۱۹۰۴

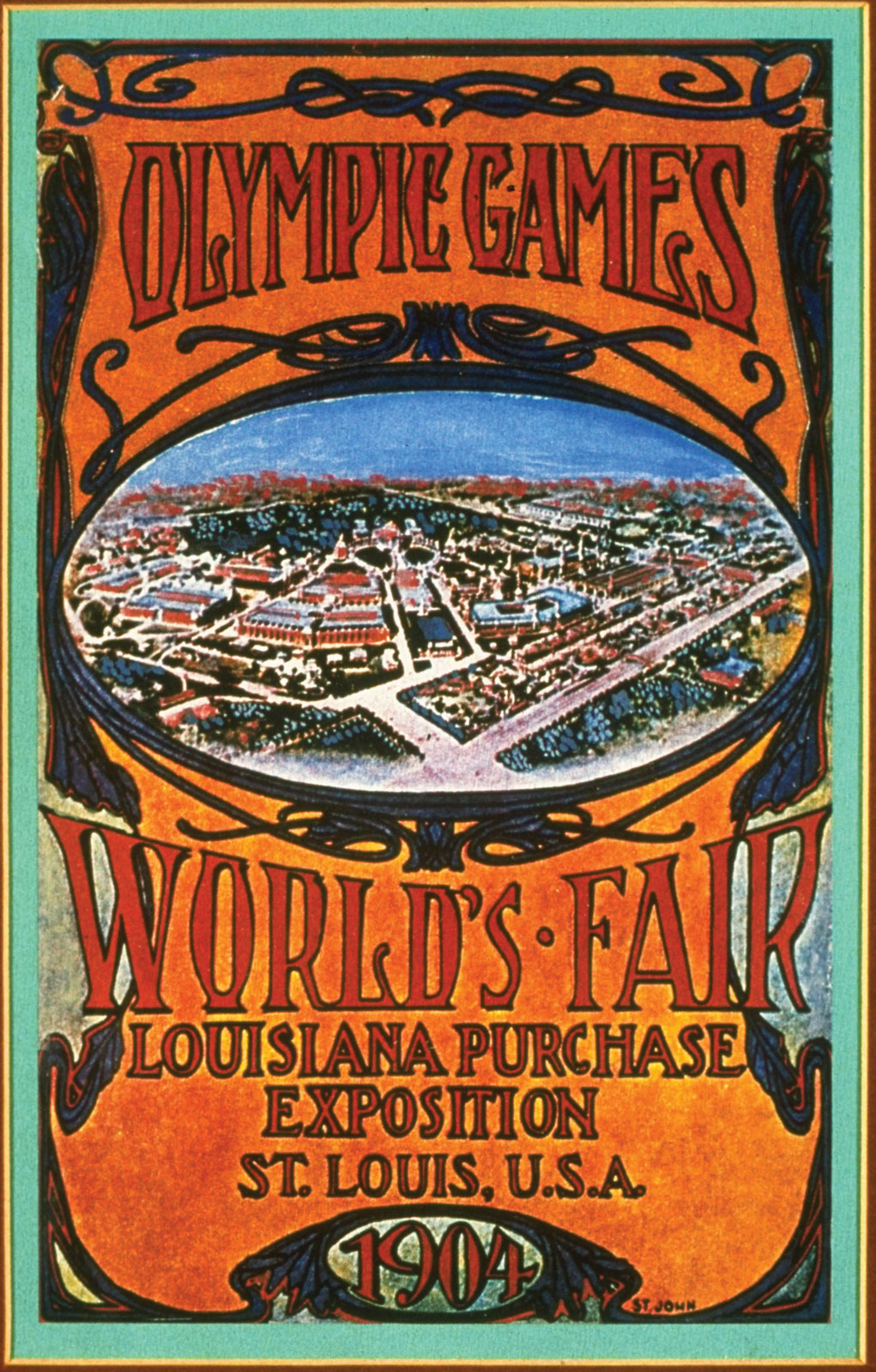
نمایی از پوستر مسابقات المپیک تابستانی ۱۹۰۴

واترپلو در بازی‌های المپیک تابستانی ۱۹۰۴ نام رویداد ورزش واترپلو در بازی‌های المپیک تابستانی بود که در سال ۱۹۰۴ برگزار شد.